# Diagramma
Un diagramma è una rappresentazione simbolica di dati che si prefigge lo scopo di renderli facilmente consultabili, elaborato graficamente secondo convenzioni prestabilite. I diagrammi si differenziano in base al metodo di rappresentazione e allo scopo specifico che viene prefissato.

## Diagramma a due variabili
Di solito i diagrammi sono rappresentativi di due variabili (x, y), più raramente di tre. Si basano soprattutto sul concetto di piano cartesiano. Determinati i punti sul grafico grazie alle due variabili, è possibile unirli se si vuole rappresentare un andamento temporale. In questo caso, per convenzione si rappresenterà lo scorrere del tempo sull'asse orizzontale (x).
Se dati numerici vengono rappresentati tramite aree di figure geometriche, si parla di istogramma.

## Diagramma a torta
Per la rappresentazione delle percentuali, il diagramma circolare, detto "a torta", costituisce una delle soluzioni più adottate.

## Diagramma di flusso
Il diagramma di flusso rappresenta un algoritmo, ossia un procedimento da adottare per risolvere un compito.

## Diagramma a colonne
Il diagramma a colonne è un grafico che si ottiene costruendo tanti rettangoli quante sono le modalità da rappresentare. Tali rettangoli sono paralleli all'asse delle ordinate; la loro base è fissa e scelta liberamente dal disegnatore, mentre l'altezza è proporzionale alla frequenza o intensità che rappresentano.